# 虎溪三笑

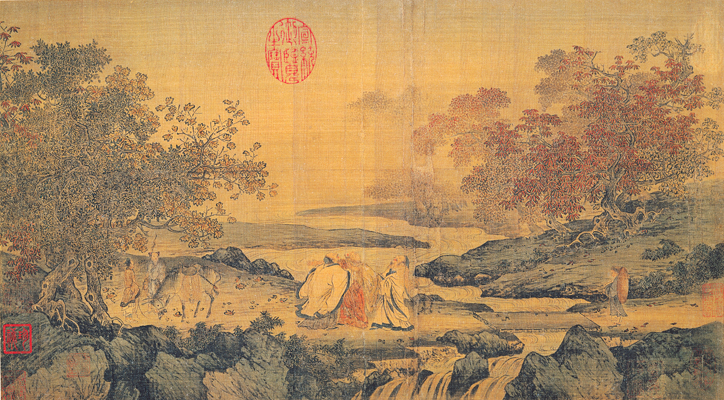
宋朝时期所作的虎溪三笑图，反映了当时儒教、道教和佛教三教融合的趋势。

成语虎溪三笑讲述了慧远、陶渊明和陸修靜在庐山的虎溪大笑而别的故事。它表现了古代中国儒教、道教及佛教三教间的理想和谐关系。

## 出处
相传东晋时有位高僧法号慧远，居于庐山西北山麓的东林寺中，曾立下誓约：“影不出户，迹不入俗，送客不过虎溪桥。”一日，诗人陶渊明和道士陆修静过访，三人谈得极为投机，不觉天色已晚。最终，三人听到虎啸后才意识到早已过虎溪界限。三人相视大笑，执礼作别。据说，后人在他们分手处修建“三笑亭”，以示纪念。
“虎溪三笑”的故事在唐代已经流传开来，在宋朝广为流传。但据考证，慧远与陶渊明为同时代人，交往或有可能，而陆修静所处时代则晚过百年，因此“虎溪三笑”之说纯属虚构。
方以智在《通雅》中指出:虎溪三笑本不同時，白蓮結社亦不必一日聚也。……晉義熙十二年丙辰，遠公八十二卒；宋元徽五年丙辰，陸修靜七十三卒。相去六十載。元嘉末，陸來廬山，遠陶死二三十年，安得三笑？自長公作《三笑圖贊》，而山谷實之，又考東林結蓮社在晉武太元十五年庚寅，至義熙七年辛亥生公入社。宋景平元年癸亥，周續之四十七卒；元嘉二十年癸未，宗炳六十九卒；戊子，雷次宗六十三卒。當結社歲，續之才十三，炳才十四，次宗四歲耳。蓋總計也。一曰:佳話聽之可。

## 繪畫
虎溪三笑的故事历来为画家所喜爱，各种以虎溪三笑为题材的艺术作品层出不穷，不乏许多传世名画。
此类画题，有文字记载最早的作品属五代末宋初石恪绘《虎溪三笑图》和宋代李公麟作《三笑图》为最古。现存世最为著名的当属藏于台北故宫博物院的南宋佚名作《虎溪三笑图》。明朝成化帝宪宗朱见深登基不久绘制的《一团和气图》亦是以虎溪三笑故事为题材，现藏于北京故宫博物院。此图乍看如同一人，细看实为一儒、一僧、一道三人合抱相视而笑，构图精巧。其它传世名作还有：明末清初陈洪绶作《虎溪三笑图》藏于武汉博物馆。现代傅抱石作《虎溪三笑图》藏南京博物馆等。宋代梁楷，宋末元初颜辉，明代郭诩、吴伟、周臣、杜君泽、尤求，清代陆吉安、许从龙，现代古一舟、亚明、刘旦宅等也有此类画作存世。
此画为儒释道人物之画题，儒者陶渊明与道士陆修静相携访问在庐山修行之高僧慧远，归途中三人谈笑而行，送客之慧远不觉间跨越其自我禁足之虎溪，三人因之相视大笑。此即虎溪三笑图所绘之内容，后世视之为儒释道三教亲和之象征，此类画题现存者以宋代石恪所绘为最古。